# Villmergen
Villmergen es una comuna suiza del cantón de Argovia, situada en el distrito de Bremgarten, limita al norte con la comuna de Dottikon, al este con Wohlen, al sureste con Büttikon, al sur con Sarmenstorf, al oeste con Seengen y Egliswil, y al noroeste con Dintikon y Hendschiken.
La comuna actual incluye el territorio de la antigua comuna de Hilfikon desde el 1 de enero de 2010.